# Dazzling Mirage
Dazzling Mirage  (en español:  Espejismo Deslumbrante), es una película dramática nigeriana de 2014, producida y dirigida por Tunde Kelani. Está protagonizada por Kemi "Lala" Akindoju, Kunle Afolayan, Bimbo Manuel, Yomi Fash Lanso, Taiwo Ajai-Lycett y Seun Akindele. También cuenta con apariciones especiales de Adewale Ayuba, Sean Tizzle, Tunde Babalola y Steve Sodiya. La película es una adaptación de una novela del mismo nombre de Olayinka Abimbola Egbokhare, adaptada a la pantalla por Ade Solanke. Cuenta la historia de una joven paciente con anemia falciforme y los diversos desafíos sociales y emocionales a los que se enfrenta.

## Elenco
- Kemi 'Lala' Akindoju como Funmiwo
- Seun Akindele como Sanya
- Kunle Afolayan como Dotun
- Taiwo Ajai-Lycett como mamá de Sanya
- Bimbo Manuel como el papá de Funmiwo
- Yomi Fash Lanso como Lanre
- Carol King como mamá de Funmiwo
- Khabirat Kafidipe como Tade
- Aderounmu Adejumoke como Yejide
- Bukola Awoyemi como
- Ayo Badmus como
- Adewale Ayuba como ella misma (aparición especial)
- Sean Tizzle como Sean Tizzle (aparición especial)
- Collins Enebeli como
- Tunde Babalola como
- Hakeem Adenekan como
- Steve Sodiya como

## Producción
Se anunció en marzo de 2012, justo después del estreno en cines de Maami, que Kelani adaptaría Dazzling Mirage de Olayinka Abimbola a la pantalla grande. En enero de 2013, se confirmó que la adaptación había comenzado. Kelani creyó que la película es su forma de contribuir a la conciencia pública sobre problemas relacionados con el genotipo como la anemia de células falciformes, esperando que las parejas jóvenes presten atención a su importancia. Afirma: "todos estamos conectados directa o indirectamente con los que padecen esta dolencia". "También he tenido relaciones personales con quienes padecen esta dolencia y considero que es mi responsabilidad llevar su historia a primer plano". Kemi Akindoju tuvo su prueba de pantalla el 12 de junio de 2013 y la fotografía principal comenzó el 18 de septiembre de 2013.

## Lanzamiento
El 24 de junio de 2013 se dio a conocer un cartel promocional de Dazzling Mirage; imágenes de inicio también se publicaron constantemente al público durante el transcurso de la filmación. El primer avance de la película se lanzó al público el 1 de diciembre de 2013  y un segundo avance se lanzó el 14 de febrero de 2014. El primer póster oficial, junto con un tercer tráiler, se lanzó el 18 de junio de 2014, antes del Día Mundial de Concienciación sobre la Drepanocitosis. La película se proyectó en el Festival de Cine de Nollywood en Nueva Zelanda; se estrenó el 7 de noviembre de 2014 en el Muson Center, Lagos, y en general se estrenó en salas el 20 de febrero de 2015.

## Reconocimientos
Dazzling Mirage fue nominada en la categoría "Mejor diseño de vestuario" en los premios África Magic Viewers Choice Awards 2015.